# Liste des joueuses de l'Union sportive Valenciennes Olympic
Joueuses de l’Union sportive Valenciennes Olympic ayant au moins fait une apparition en match officiel avec l'équipe première. Sont incluses les joueuses depuis la création du club sous toutes ses formes : Basket Club Orchésien, Stade Orchésien, Union sportive Orchies Nomain, Union sportive Valenciennes-Orchies et Union sportive Valenciennes Olympic.
- Haut – A
- B
- C
- D
- E
- F
- G
- H
- I
- J
- K
- L
- M
- N
- O
- P
- Q
- R
- S
- T
- U
- V
- W
- X
- Y
- Z

## A
- Chantelle Anderson
- Nicole Antibe
- Eva Antoníková-Pelikánová
- Jennifer Azzi
- Ana Belén Álvaro Bascuñana
- Marie-Frédérique Ayissi
- Camille Aubert
- Justine Agbatan

## B
- Krissy Badé
- Suzy Batkovic
- Clémence Beikes
- Élodie Bertal
- Lucienne Berthieu-Poiraud
- Lucie Bouthors
- YeRushia Brown
- Elena Bounatians
- Karine Bacquet
- Cindy Brown
- Heather Burges
- Laina Badiane

## C
- Cathy Clezardin
- Reka Cserny

## D
- Fatou Dieng
- Jennifer Digbeu
- Małgorzata Dydek
- Cora Duval
- Jennifer Digbeu

## E
- Teresa Edwards

## F
- Allison Feaster
- Isabelle Fijalkowski
- Carole Force
- Marie Fouteret

## G
- Soeli Garvão Zakrzeski
- Élodie Godin
- Émilie Gomis
- Vedrana Grgin-Fonseca
- Sandrine Gruda
- Sylvie Gruszczynski
- Christine Gomis
- Johanne Gomis

## H
- Kristi Harrower
- Emmanuelle Hermouet

## J
- Sabine Juras[1]
- Christelle Jouandon
- Alice Joly

## K
- Sonja Kireta
- Nyedzi Kpokpoya
- Laurie Khoen

## L
- Edwige Lawson
- Sandra Le Dréan
- Nathalie Lesdema
- Karine Le Deunf
- Lucie Lereverend

## M
- Caroline Martin
- Sandrine Mercier
- Charlotte Michalak
- Kelly Miller
- Jelena Mirković
- Sarah Michel
- Lœtitia Moussard
- Alexandra Mansiaux

## O
- Nicole Ohlde

## P
- Ticha Penicheiro
- Amelie Pochet
- Sabrina Palie

## R
- Laurie Ropa
- Sabrina Reghaissa

## S
- Isabel Sánchez Fernández
- Audrey Sauret
- Laure Savasta
- Uljana Semjonova
- Nataliya Sil'Yanova
- Jurgita Štreimikytė-Virbickienė

## T
- Slobodanka Tuvić
- Iciss Tillis
- Claire Tomaszewski
- Brigitte Tournebize
- Doriane Tahane

## W
- Ann Wauters
- Nathalie Woesteland

## Z
- Francesca Zara
- Corinne Zago-Esquirol

## Sources et références
1. ↑  Kinésithérapeute de l'USVO, elle a participé à un match d'Euroligue en 1998 (11 secondes). Sa fiche sur le site de l'USVO